# Sở Khanh
Sở Khanh (chữ Hán: 楚卿) là một nhân vật trong "Kim Vân Kiều truyện" (金雲翹傳) của Thanh Tâm Tài Nhân (青心才人) và "Truyện Kiều" của Nguyễn Du. Sở Khanh tên thật là "Hoàng Văn Giáp" là một gã ăn chơi dâm loạn, chuyên đi lừa gái lầu xanh. Kiều đã tin lòng Sở Khanh và bị Sở Khanh đánh lừa trong tình yêu
Trong "Kim Vân Kiều truyện" nhân vật này xuất hiện lần đầu tại hồi thứ tám "Vương hiếu nữ cam tâm bạch nhận Mã Tú ma kế trám hồng nhan" (王孝女甘心白刃 馬秀媽計賺紅顏). Trong "Truyện Kiều" Sở Khanh được nhắc đến lần đầu ở câu thơ thứ 1062:
Chữ Nôm:
𠳨𠚢買別浪撞楚卿
Dịch âm chữ quốc ngữ:
Hỏi ra mới biết rằng chàng Sở Khanh

## Sử dụng trong tiếng Việt hiện đại
Vì Truyện Kiều có nhiều ảnh hưởng lớn trong văn hóa Việt Nam, chữ sở khanh nay đã được dùng trong tiếng Việt với nghĩa là một người hay lừa tình.